# Douangchay Phichit

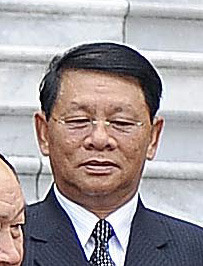
Douangchay Phichit, 2010

Douangchay Phichit (* 5. April 1944 in Attapeu; † 17. Mai 2014 in Ban Nadi, Provinz Xieng Khouang) war ein laotischer Politiker. Er war bis zu seinem Tod Mitglied des Politbüros des Laotischen Revolutionären Volkspartei.

## Leben
Am 19. Dezember 2002 wurde er zum Verteidigungsminister von Laos ernannt. Nach den Wahlen 2006 wurde er ein zweites Mal im Amt des Verteidigungsministers bestätigt und wurde zudem stellvertretender Staatspräsident. Er übte das Amt des Verteidigungsministers und des stellvertretenden Ministerpräsidenten bis zu seinem Tod im Mai 2014 aus.  Phichit gehörte der Volksgruppe Lao Loum an.

## Tod
Phichit starb zusammen mit seiner Frau und 19 weiteren Politikern bei einem Flugzeugabsturz. Die Machine des Typs AN-74-300 der Lao People’s Army stürzte am 17. Mai 2014, um 6:30 Ortszeit im Dorf Ban Nadi im Paek Distrikt der Provinz Xieng Khouang ab und brannte aus. Unter den Todesopfern befanden sich auch der Gouverneur von Vientiane Soukanh Mahalath, der Abgeordnete der Lao People’s Revolutionary Party's Central Committee Cheuang Sombounkhanh sowie der Minister für öffentliche Sicherheit Thongbanh Sengaphone. Nur drei der 22 Politiker an Bord überlebten den Absturz. Auch die Besatzungsmitglieder der Unfallmaschine kamen beim Absturz ums Leben.